# Caius Plautius Decianus
Caius Plautius Decianus est un homme d'état romain qui est consul avec comme collègue Lucius Aemilius Mamercinus Privernas en 329 av. J.-C.. Il reçoit un triomphe pour ses victoires contre les Privernates.